# エンストロフィー
流体力学におけるエンストロフィー（ 英: enstrophy, E ）はポテンシャル密度の別のタイプであると解釈可能であり、より具体的にいうと流体中の散逸効果の流れモデルにおける運動エネルギーに直接関係する値である。乱流の研究において特に有用な値であり、静電式イオン推進機の研究や燃焼工学、地球流体力学の分野においても用いられる。
エンストロフィーは渦度ωの2乗の積分（二乗平均の1/2）で表される。
{\displaystyle {\mathcal {E}}({\boldsymbol {\omega }})\equiv \int _{S}|{\boldsymbol {\omega }}|^{2}\,dS\,.}
または、渦度の定義より、渦度を流速ベクトルuのrotに分解して
{\displaystyle {\mathcal {E}}(\mathbf {u} )\equiv \int _{S}|\nabla \times \mathbf {u} |^{2}\,dS\,.}
と表すこともできる
ここで、渦は非圧縮性ナビエ–ストークス方程式から得られるベクトル値の速度解に対応する二次元空間においてスカラー場を与える。さらに可能な速度場（currentとして知られる）において連続線形作用素を導出するために、表面S上の正方形を積分することが可能である。しかしながら、この方程式はやや誤解を招く。速度場の消失/発散と同等である非圧縮性の条件より得られたより単純なエンストロフィーの表現方法として以下の式がある。
{\displaystyle \nabla \cdot \mathbf {u} =0\,.}
より一般的には、非圧縮性条件に限定されない場合、或いは2つの空間次元に限定されない場合、エンストロフィーは以下のように計算される。
{\displaystyle {\mathcal {E}}(\mathbf {u} )=\int _{S}{\bigl |}\nabla (\mathbf {u} ){\bigr |}^{2}\,dS\,.}
ここで、
{\displaystyle {\bigl |}\nabla (\mathbf {u} ){\bigr |}}
は、流速場uの勾配のフロベニウスノルム。